# Trentepohlia (Trentepohlia) nigrita
Trentepohlia (Trentepohlia) nigrita is een tweevleugelige uit de familie steltmuggen (Limoniidae). De soort komt voor in het Afrotropisch gebied.